# Poti marara
 (août 2015).
Si vous disposez d'ouvrages ou d'articles de référence ou si vous connaissez des sites web de qualité traitant du thème abordé ici, merci de compléter l'article en donnant les références utiles à sa vérifiabilité et en les liant à la section « Notes et références ».
Un poti marara est un bateau de pêche polynésien utilisé pour pratiquer la pêche côtière. À l'origine construit pour la pêche des marara (les poissons volants) à l'épuisette, il est maintenant utilisé également pour d'autres captures, notamment les bonites, les thons au harpon ou les mahi mahi (dorade coryphène). Polyvalent, il est également utilisé pour pêcher à la traîne, à la ligne de fond et à la canne,.
Le poti marara est un bateau à coque en V, en contreplaqué ou en polyester, dont la forme est adaptée aux vagues de haute-mer. Long de 5 à 8 m, il dispose d'un poste de pilotage à l'avant, équipé d'un manche à balai. Souvent surmotorisé, il vise à allier puissance et agilité afin de suivre le poisson dans ses déplacements. La cabine à l'avant permet au pêcheur d'être au plus près de la proie, et le manche à balai sert à libérer une main tout en permettant des virages secs. Ce bateau est utilisé pour pourchasser une proie véloce en surface et la harponner ou l'attraper dans une épuisette dans le cas du poisson volant.
Les mahi mahi sont des poissons de surface, très agiles, dont la chair est réputée et largement consommé dans les restaurants et les hôtels. Ce bateau est particulièrement adapté à leur capture, ce qui explique leur grand nombre en Polynésie française.
Le poti marara aurait été inventé par Leonard Deane à Arue avec une première construction en 1962.